# Ibou Faye
Ibou Faye (Senegal; 13 de diciembre de 1969 – París,  26 de mayo de 2025) fue un atleta senegalés especialista en la carrera de media distancia y carrera con obstáculos.

## Resultados
| Año     | Competición                       | Sede                    | Posición | Tiempo         |         |
| Senegal | Senegal                           | Senegal                 | Senegal  | Senegal        | Senegal |
| ------- | --------------------------------- | ----------------------- | -------- | -------------- | ------- |
| 1989    | Jeux de la Francophonie           | Casablanca, Marruecos   | 1°       | Relevo 4x400 m | 3:04.69 |
| 1991    | Universiadas                      | Sheffield, Reino Unido  | 17° (h)  | 800 m          | 1:53.49 |
| 1993    | African Championships             | Durban, Sudáfrica       | 3°       | Relevo 4x400 m | 3:06.38 |
| 1994    | Jeux de la Francophonie           | París, Francia          | 3°       | 400 m vallas   | 50.25   |
| 1995    | World Championships               | Gothenburg, Suecia      | 43° (h)  | 400 m vallas   | 52.20   |
| 1995    | World Championships               | Gothenburg, Suecia      | 16° (h)  | Relevo 4x400 m | 3:05.15 |
| 1995    | Juegos Panafricanos               | Harare, Zimbabue        | 1°       | 400 m vallas   | 49.12   |
| 1996    | African Championships             | Yaundé, Camerún         | 1°       | 400 m vallas   | 49.60   |
| 1996    | African Championships             | Yaundé, Camerún         | 1°       | Relevo 4x400 m | 3:03.44 |
| 1996    | Olympic Games                     | Atlanta, Estados Unidos | 13° (sf) | 400 m vallas   | 48.84   |
| 1996    | Olympic Games                     | Atlanta, Estados Unidos | 4°       | Relevo 4x400 m | 3:00.64 |
| 1997    | World Championships               | Atenas, Grecia          | –        | 400 m vallas   | DNF     |
| 1998    | African Championships             | Dakar, Senegal          | 3°       | 400 m vallas   | 49.59   |
| 1998    | African Championships             | Dakar, Senegal          | 1°       | Relevo 4x400 m | 3:04.20 |
| 1999    | World Championships               | Sevilla, España         | 15° (h)  | 400 m vallas   | 49.48   |
| 1999    | World Championships               | Sevilla, España         | 7°       | Relevo 4x400 m | 3:03.80 |
| 1999    | Juegos Panafricanos               | Johannesburg, Sudáfrica | 1°       | 400 m vallas   | 48.30   |
| 1999    | Juegos Panafricanos               | Johannesburg, Sudáfrica | 4°       | Relevo 4x400 m | 3:02.14 |
| 2000    | Olympic Games                     | Sídney, Australia       | 20° (h)  | 400 m vallas   | 50.09   |
| 2000    | Olympic Games                     | Sídney, Australia       | 13° (sf) | Relevo 4x400 m | 3:02.94 |
| 2001    | World Championships               | Edmonton, Canadá        | 24° (h)  | 400 m vallas   | 50.26   |
| 2003    | Juegos Panafricanos               | Abuya, Nigeria          | 3°       | 400 m vallas   | 50.89   |
| 2003    | Juegos Panafricanos               | Abuya, Nigeria          | 4°       | Relevo 4x400 m | 3:07.85 |
| 2003    | Juegos Afroasiáticos              | Hyderabad, India        | 2°       | 400 m vallas   | 50.08   |
| 2005    | Juegos de la Solidaridad Islámica | La Meca, Arabia Saudita | DNF      | 400 m vallas   | DNF     |
| 2005    | Juegos de la Solidaridad Islámica | La Meca, Arabia Saudita | 4°       | Relevo 4x400 m | 3:12.11 |
| 2005    | Jeux de la Francophonie           | Niamey, Níger           | 1°       | 400 m vallas   | 50.67   |
| 2005    | Jeux de la Francophonie           | Niamey, Níger           | 3°       | Relevo 4x400 m | 3:11.37 |